# Adrián Dalmau
Adrián Dalmau Vaquer (Palma de Mallorca, 23 de marzo de 1994) es un futbolista español que juega como delantero en el Piast Gliwice de la Ekstraklasa.

## Trayectoria
Se formó en el San Francisco de Mallorca, el Rayo Vallecano y en el Real Madrid. Empezó su carrera en Segunda B, primero en el Rayo Vallecano B y posteriormente en la Zamora C. F.
En la temporada 2014-15 llegó al Racing Club de Ferrol con la carta de libertad bajo el brazo. Contribuyó con diez goles a finalizar en tercera posición del grupo I de Segunda División B, pero no lograron el ascenso al perder en la primera eliminatoria ante la S. D. Huesca.
Tras esta campaña se convirtió en jugador del R. C. D. Espanyol "B", siendo su primer refuerzo de cara a la temporada 2015-16. A mitad de temporada fue cedido al C. D. Numancia, siendo en ese momento el máximo goleador del grupo III de Segunda división B.
El 12 de agosto de 2016 llegó cedido por una temporada al R. C. D. Mallorca. Un año después acordó su rescisión con el Espanyol y se unió al Villarreal C. F. "B".
En el mes de junio de 2018 se marchó a los Países Bajos tras fichar por el Heracles Almelo con un contrato de tres años más un cuarto opcional. Con 19 goles acabó como tercer máximo goleador de la competición en su primer año; cuatro de ellos en un mismo partido el 16 de febrero de 2019 ante el Fortuna Sittard -se convirtió en el primer jugador español en marcar cuatro goles en Países Bajos- y también, como gran actuación individual, un hat-trick contra el S. B. V. Excelsior en Polman Stadion.
En julio de 2019, después de rechazar varias ofertas de clubes que estaban muy interesados en hacerse con sus servicios, firmó por el F. C. Utrecht un contrato de tres años. En diciembre de 2021, cuando quedaban seis meses para el vencimiento de este, se marchó al Sparta de Róterdam para lo que restaba de temporada con la opción de extender su vinculación con el club un año más.
En agosto de 2022, tras cuatro años en los Países Bajos en los que marcó 29 goles en la Eredivisie, regresó a España para jugar en la A. D. Alcorcón. Contribuyó con nueve goles al ascenso a Segunda División, pero el club no le renovó el contrato. Entonces volvió a emigrar para seguir su carrera en Polonia, país en el que jugó para el Korona Kielce y el Piast Gliwice.

## Clubes
| Club                  | País         | Año       |
| --------------------- | ------------ | --------- |
| Rayo Vallecano "B"    | España       | 2012-2013 |
| Zamora C. F.          | España       | 2013-2014 |
| Racing Club de Ferrol | España       | 2014-2015 |
| R. C. D. Espanyol "B" | España       | 2015-2016 |
| C. D. Numancia        | España       | 2016      |
| R. C. D. Mallorca     | España       | 2016-2017 |
| Villarreal C. F. "B"  | España       | 2017-2018 |
| Heracles Almelo       | Países Bajos | 2018-2019 |
| F. C. Utrecht         | Países Bajos | 2019-2021 |
| Sparta de Róterdam    | Países Bajos | 2022      |
| A. D. Alcorcón        | España       | 2022-2023 |
| Korona Kielce         | Polonia      | 2023-2025 |
| Piast Gliwice         | Polonia      | 2025-     |